# Fußball-Club Sankt Pauli von 1910
El Fußball-Club Sankt Pauli von 1910 o més simplement FC St. Pauli és un club poliesportiu d'Alemanya situat al barri Sankt Pauli del bezirk Hamburg-Mitte d'Hamburg. Encara que és especialment conegut pel seu equip de futbol, el club té també seccions de rugbi, futbol americà, beisbol, bitlles, escacs, ciclisme, handbol i tennis de taula entre d'altres. És especialment conegut a les cultures punk, rude boy i redskin per la seva afició majoritàriament comunista i anarquista, i per declarar-se oficialment antifeixista, antiracista, antisexista i antihomòfob.

## Història

### Primers anys
El club es va fundar el 1899 com un grup informal d'entusiastes del futbol dintre de l'Hamburg-St. Pauli Turn-Verein 1862. L'equip no va disputar el seu primer partit oficial fins a 1907, perquè fins llavors no va comptar amb el nombre mínim de jugadors per a formar un equip. Degut a aquest motiu, durant 4 anys van estar jugant partits no oficials en terrenys no aptes per al futbol. Entre l'any 1907 i 1908 van guanyar 7 dels 11 partits que van disputar, tots contra equips d'Hamburg i rodalia. Entre els jugadors ens trobem amb Heini Schmelzkopf, Papa Friedrichsen i el seu fill Hans, i Amandus Vierth, que va ser qui va tenir la idea que l'equip lluís els colors marró i blanc.
A la fi de 1909 s'adhereix a la Nord-deutsches-Fußallverband o NFV (Associació de Futbol del Nord d'Alemanya), de la qual va ser membre amb tots els drets el 15 de maig de 1910 quan es va establir oficialment, adoptant el nom de St Pauli TV. El seu primer partit oficial va ser sota el nom St. Pauli Turnverein, nom que va mantenir fins a 1924 arran d'una normativa que va obligar els clubs de futbol a separar-se dels clubs gimnàstics. Aquest partit el va guanyar contra el SC Germania 1887 per 2 a 0. Malgrat aquesta victòria en el primer partit, el còmput global de la temporada va ser decebedora: 6 victòries per 20 derrotes i 2 empats. Aquest any també van disputar 3 partits fora d'Hamburg, 2 a Dinamarca i 1 en Cuxhaven. Tots van acabar en derrota per golejada.

### La Gran Guerra
Al contrari del que es pot creure la Primera Guerra Mundial va beneficiar al club esportivament perquè obté l'ascens automàtic a la Segona Divisió en retirar-se diversos clubs que no comptaven en les seves files amb suficients jugadors. Entre desaparicions i fusions de clubs, només va quedar una sisena part dels equips. De fet, dels 300 equips membres de la NFV abans de la guerra es van passar a 140 una vegada acabada. Fins i tot l'FC St Pauli va estar a punt de fusionar-se amb el Favorite Hammonia.
En 1919 va jugar a la Primera Divisió, però va quedar en últim lloc amb un rècord negatiu d'una victòria i 23 derrotes. Aquest mateix any es converteix en propietari de l'estadi de Heiligengeisfeld en haver pagat 35.000 marcs.

### Període d'entreguerres
Durant els anys 20 i els anys 30 sofreix el que es va anomenar com els anys del io-io, perquè suma promocions i descensos continus, encara que això no li impedeix que es consolidi l'estructura administrativa. La temporada 1923/24 Henry Rehder és triat com a president, i el club es desvincula definitivament del Hamburg St.Pauli Turnverein i es converteix en un club de futbol independent, adoptant el nom de FC Sant Pauli. El club estava vinculat a la burgesia, ja que els obrers del barri estaven en la ATSB (Associació Esportiva i Gimnàstica dels Treballadors) en comptes d'en la NFV ja que la Federació Alemanya de Futbol no permetia grups d'obrers en les seves files. És per aquest motiu que els enfrontaments contra equips vinculats a moviments d'esquerra com el Komet Blankenese i el Billstedt-Horn, es van convertir en partits realment violents.
Fins a l'any 1933 l'equip va jugar en diverses lligues interregionals. De 1922 i 1926 participa en la Lliga Norddeutsche i en el 1927 en l'A-Klasse Hamburg, de menor categoria, en la qual només va estar un any. Després, va tornar a disputar la Lliga Norddeutsche però l'any següent, formà part de la Runde de Zehn (Ronda dels Deu). Aquest campionat es va formar a causa de les protestes dels equips del nord a causa de la fragmentació en lligues locals, però només va durar un any. La primera temporada amb aquest format el club va acabar en 6a posició amb 5 partit guanyats i 4 perduts. La següent temporada (1929/30) accedeix a la presidència Wilhelm Koch, que més tard donarà el seu nom a l'estadi, éel St. Pauli és enquadrat en la Berzirksliga Hamburg, la 2a Divisió local. Dirigit per Richard Sumps aconsegueix guanyar la lliga, a 5 punts de distància del seu immediat perseguidor.
L'equip va jugar com un amateur fins a la creació del primer equip el 1934 en el límit de la Gauliga Nordmark, sent un dels setze equips creats en la reorganització del futbol alemany que va ocórrer durant el Tercer Reich. Immediatament van ser relegats, però van tornar a ser protagonistes el 1936. Relegat altra vegada el 1940, el St Pauli reapareixeria en l'Hamburg Gauliga el 1942, on jugaria fins al final de la Segona Guerra Mundial.

### El futbol de la postguerra
Després de la guerra, el club va tornar a jugar en la Oberliga Nord el 1947. Una gran participació en la temporada 1947-48, en la qual va finalitzar en el segon lloc, va dur al St Pauli a la seva primera participació important en el Campionat Nacional. L'equip va avançar fins a les semifinals on van ser eliminats en caure per 2 a 3 davant els eventuals campions, el FC Nürnberg. El club va seguir jugant bé durant els primers anys de la dècada dels 50, però era incapaç d'arribar al nivell de rivals com l'Hamburg SV, acabant en el segon lloc en cinc de les set següents temporades i sortint en les primeres rondes en cadascuna de les seves aparicions en el Campionat Nacional des de 1949 a 1951. En l'última meitat de la dècada i a principis dels anys 60, el St. Pauli va vèncer a rivals com el Werder Bremen i el VfL Osnabrück, però era incapaç de superar el quart lloc.

### La lluita per la promoció a la Bundesliga
El 1963 es va formar la Bundesliga, la nova lliga professional de primera divisió d'Alemanya Occidental. Equips com l'Hamburg, el Werder Bremen o l'Eintracht Braunschweig es van unir a la lliga després d'acabar en els primers llocs de la Oberliga Nord, mentre que el St. Pauli es va situar a la segona divisió, la Regionalliga Nord.
L'èxit de la Bundesliga i el creixement del futbol professional a Alemanya Occidental va conduir a la formació de la 2. Bundesliga el 1974. El St. Pauli formava part de la nova lliga i el 1977 finalment va ascendir a la primera divisió de la Bundesliga en virtut del seu primer lloc. L'equip, però, va descendir la temporada següent.
La tornada del club a la 2. Bundesliga va ser també efímera. Prop de la fallida de 1979 se li va negar la llicència per a la temporada següent i van ser enviats a la Oberliga Nord (III Divisió). L'empenta esportiva de 1981 i 1983 no va ser acompanyada per una bona salut financera. El 1984, el club va recuperar la categoria a la 2. Bundesliga per davant de la secció amateur del Werder Bremen que en realitat havia acabat dos punts per davant del St. Pauli, però no podien jugar la promoció.

### St. Pauli i el fenomenKult
La construcció de la identitat del club es va donar durant els anys 80, quan el St. Pauli va començar la transició d'un club tradicional a un club de culte. El club va canviar la ubicació dels seus terrenys per uns en el moll de St. Pauli, prop del carrer Reeperbahn. El barri de Sankt Pauli és un dels districtes vermells més importants d'Europa, i es troba a prop del barri xinès, de locals nocturns i de diversos locals ocupats de Hafenstraße. El jovent antifeixista d'Hamburg, que en molts casos eren seguidors del Hamburger Sport-Verein, van deixar d'assistir a partits de futbol per l'aparició i augment de la ideologia nazi a les graderies dels camps de futbol i van començar a reunir-se al Millerntor, l'estadi del St. Pauli. Les grades del Millerntor van esdevenir el punt de trobada de l'antifeixisme, el moviment squatter (molt actiu en aquells anys a Hamburg) i les ideologies de caràcter comunista i anarquista.
Els seguidors van adoptar el crani amb ossos creuats com el seu propi emblema no oficial. El St. Pauli va ser el primer equip d'Alemanya a prohibir oficialment la dreta política i activitats nacionalistes en una època que el feixisme inspirava vandalisme en el futbol. El 1981, l'equip tenia una mitjana de només 1.600 espectadors: abans de finals dels anys 90 aquesta mitjana va augmentar a 20.000 espectadors per partit.
El St. Pauli va començar un període de pujades i baixades que el van fer ascendir i descendir de la Bundesliga diverses vegades durant una dotzena d'anys. Van tornar a la Bundesliga el 1988 per estar-s'hi tres anys, més tard va estar dues temporades a segona, el 1995.

### En el nou mil·lenni
El club va ascendir a la Bundesliga a la temporada 2001-02. El club va apostar per un projecte ambiciós, però va acabar descendint a segona, amb només 22 punts. L'any següent també va descendir a la Regionalliga. Aquesta aventura gairebé va dur a la fallida al club que va haver de portar a terme iniciatives anomenades "Retteraktion" per a liquidar el seu deute. Es van imprimir samarretes amb la imatge del club envoltada per la paraula "Retter" (salvador) i se'n van vendre més de 140.000 exemplars en tan sols 6 setmanes. També es va organitzar un partit benèfic contra el FC Bayern de Múnic per a intentar rescatar al club i sanejar-lo econòmicament.
El club també ha estat actiu en accions benèfiques i humanitàries. El 2005 el club, l'equip i els seguidors van iniciar la campanya Viu amb aigua de Sankt Pauli, amb la qual es van reunir diners per a dispensadores d'aigua per a escoles de Cuba.
Durant la temporada 2005-06, l'equip va gaudir d'un èxit sense precedents en la DFB Pokal, vencent el Wacker Burghausen, el Bochum i el Hertha Berlín i, en els quarts de final el dia 25 de gener de 2006, el Werder Bremen per 3-1 en un Millerntor-Stadion ple, aconseguint un lloc en les semifinals de la DFB Pokal. Amb els triomfs el club van aconseguir ingressar aproximadament 1 milió d'euros en concepte de drets de TV i patrocinis. Després de les seves victòries en la DFB Pokal, el club també va llançar una nova línia de samarretes amb el lema Wir sind Pokal (Som la Copa), després el diari Bild va posar en un titular Wir sind Papst (Som el Papa).
El St. Pauli va ser eliminat de la copa al caure davant el FC Bayern de Múnic el 12 d'abril per 3-0 amb un gol d'Owen Hargreaves i dos de Claudio Pizarro.
Després de l'èxit aconseguit en la temporada 2006/2007 en la Regionalliga Nord (en la qual va finalitzar 1r), l'equip va ascendir a la 2. Bundesliga i alguns anys següents a la 1. Bundesliga, però només va durar-hi un any. La temporada 2012/2013, davant el mal començament a la 2. Bundesliga (12s al cap de 6 jornades) es va destituir a l'entrenador, André Schubert i va entrar Michael Frontzeck.

## Estadi

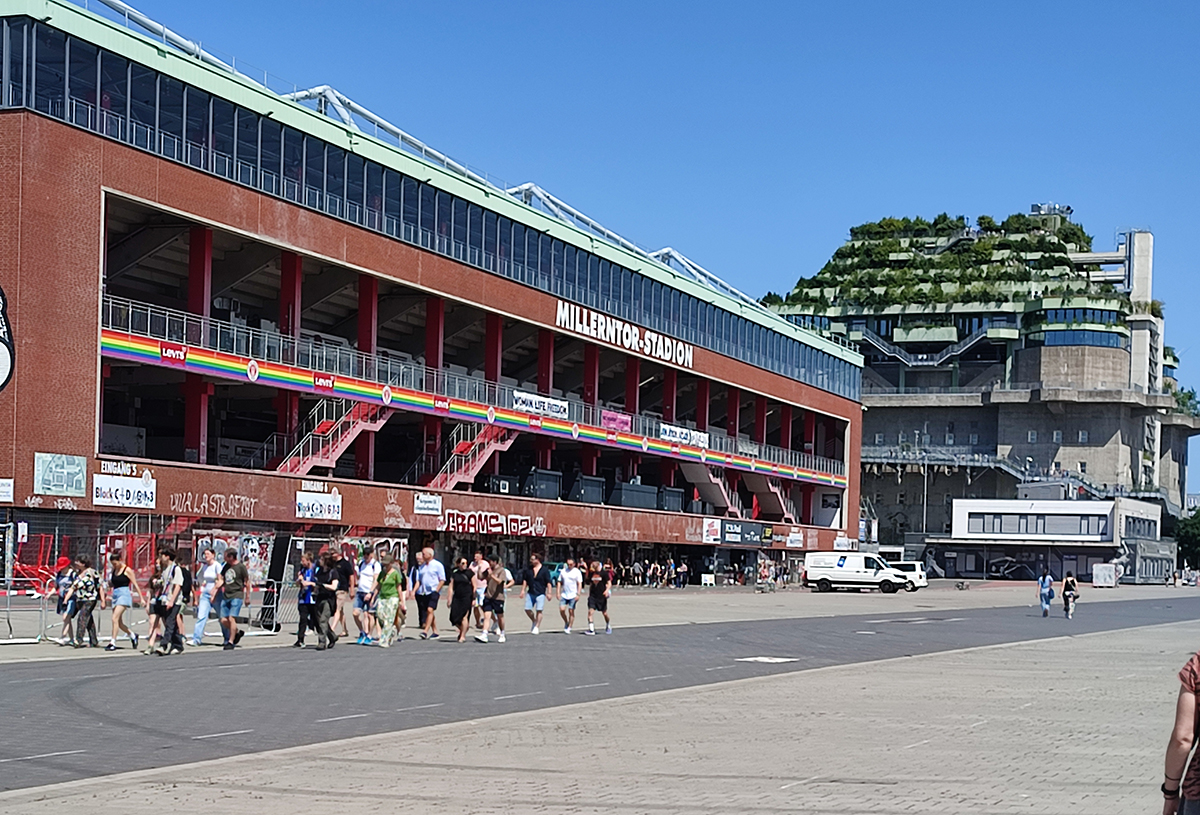
Façana lateral del Millerntor-Stadion amb el Grüner Bunker a la dreta.

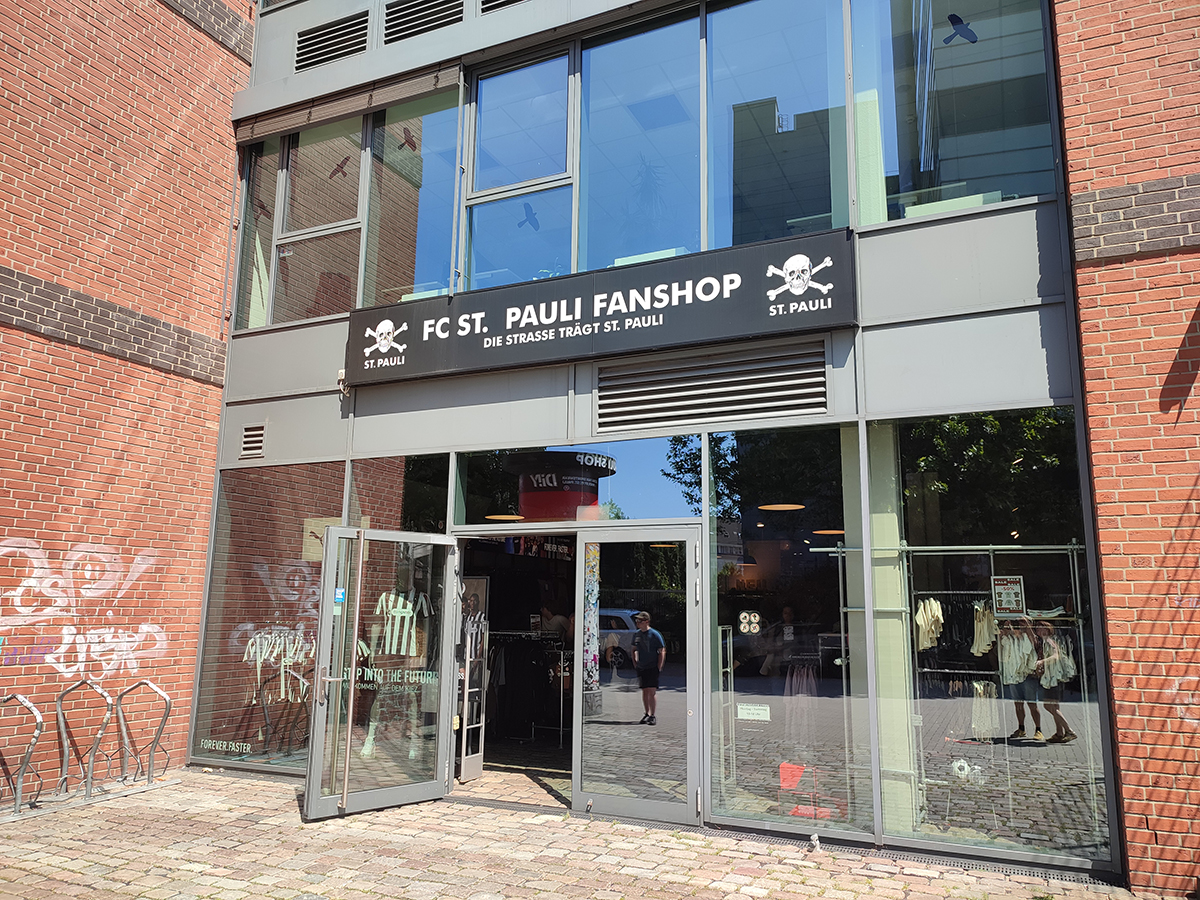
Entrada a la Fanshop.

La llar del club és el Millerntor-Stadion. La construcció de l'estadi va començar el 1961, però la seva finalització va ser endarrerida perquè inicialment hi havia clavegueram en el lloc, fent que no es poguessin jugar els partits amb pluja. Va tenir originalment una capacitat per a 32.000 espectadors, però el nombre de seients s'ha reduït aquests últims anys per motius de seguretat. El 1970, l'estadi va ser rebatejat com a Wilhelm Koch, en honor d'un president anterior del club, però això va causar polèmica, ja que es va descobrir que havia estat un membre del Partit Nazi durant la guerra, de manera que el nom va ser canviat de nou a Millerntor el 1999. El 2006 va començar una remodelació total que va acabar amb la finalització de la nova tribuna nord el juliol de 2015. Des de llavors, l'estadi té una capacitat per a 29.546 espectadors, dels quals 16.940 estan drets i 12.606 asseguts.

## Símbols

### Colors
Els colors de l'uniforme del Sankt Pauli són el marró i el blanc. És un dels pocs equips del món que té aquesta combinació, això ha fet que hi hagi una relació d'amistat amb els seguidors del Club Atlético Platense de l'Argentina i és normal veure al camp d'aquest últim alemanys de vacances amb la samarreta del Sankt Pauli o viceversa.

### Música
El Sankt Pauli obre els seus partits com a local amb Hells Bells (Campanes de l'Infern) d'AC/DC, i després de cada gol del Sankt Pauli sona la Song 2 (Cançó 2) de Blur.

### Patrocinadors
| Període   | Marca                        | Patrocinador            |
| 1975–1976 | Hummel                       | Lüder Bauring           |
| 1976–1977 | Adidas                       | Lüder Bauring           |
| 1977–1978 | Adidas                       | Minolta                 |
| 1978–1979 | Adidas                       | Lüder Bauring           |
| 1979–1980 | Adidas                       | –                       |
| 1980–1981 | Puma                         | –                       |
| 1981–1982 | Puma                         | Block House             |
| 1982–1983 | Puma                         | –                       |
| 1983–1984 | Puma                         | Klein-Kleckersdorf      |
| 1984–1991 | Puma                         | Deutscher Ring          |
| 1991–1992 | Diadora                      | Deutscher Ring          |
| 1992–1994 | Patrick                      | Deutscher Ring          |
| 1994–1995 | Reusch                       | Deutscher Ring          |
| 1995–1997 | Reusch                       | Böklunder               |
| 1997–2000 | Puma                         | Jack Daniel's           |
| 2000–2001 | Kappa                        | World of Internet/Astra |
| 2001–2003 | Kappa                        | Securvita               |
| 2003–2005 | Stanno                       | Mobilcom                |
| 2005–2006 | Do You Football              | Mobilcom                |
| 2006–2009 | Do You Football              | Congstar                |
| 2009–2010 | Do You Football              | Dacia                   |
| 2010–2013 | Do You Football              | Fernsehlotterie         |
| 2013–2014 | Do You Football              | Relentless              |
| 2014–2016 | Hummel                       | Congstar                |
| 2016–2021 | Under Armour                 | Congstar                |
| 2021–2024 | DIIY (marca pròpia del club) | Congstar                |
| 2024–     | Puma                         | Congstar                |

## Seguidors

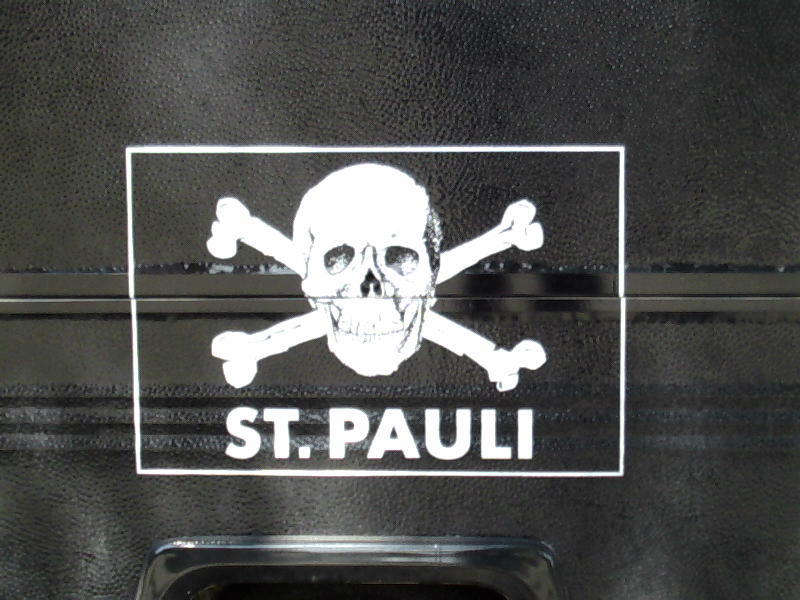
Logo pintat en un vehicle aparcat a l'estadi

El FC. St Pauli gaudeix de certa fama pel caràcter d'inclinació esquerrana dels seus seguidors: la major part dels aficionats de l'equip es defineixen com a antiracistes, antifeixistes i antisexistes, i això, en alguna ocasió els ha portat problemes amb neo-nazis i hooligans. L'organització té una postura oberta contra el racisme, el feixisme, el sexisme, i l'homofòbia i ha incorporat aquesta posició en la seva constitució. Els partidaris de l'equip tradicionalment participen en manifestacions en el districte de St. Pauli, incloent aquells sobre l'allotjament de baixos ingressos com el Hafenstraßi i Bambule. El centre d'activitat dels fans és el Fanladen St. Pauli.
Un dels màxims orgulls del club és tenir el nombre més gran d'admiradores en tot el futbol alemany. El 2002, la publicitat per a la revista d'homes Maxim va ser retirada de l'estadi en resposta a protestes de seguidores sobre les pintures sexistes de dones en els anuncis.
El St. Pauli és també un símbol mundial per al punk i les subcultures relacionades. El logotip no oficial i els jerseis marrons i blancs de l'equip sovint eren duts per artistes internacionals com Asian Dub Foundation. Turbonegro va gravar una versió especial de la seva cançó Vaig aconseguir l'Erecció amb la lletra adaptada en alemany per al St. Pauli. Bad Religion va jugar un partit de caritat contra el tercer equip del St. Pauli el 2000. El presentador KMFDM i el natural d'Hamburg Sascha Konietzko. Un dels partidaris més notables és Andrew Eldritch, el líder de la banda The Sisters of Mercy. De la seva última gira, Sisters Bite The Silver Bullet el 2006, Eldritch va dur la famosa camisa Totenkopf. Músics alemanys: Fettes Brot, Die Ärzte, el cantant Bela B, Kettcar, Tomte i moltes altres bandes són seguidors reconeguts del St. Pauli.
Els partits del St. Pauli en el Millerntor-Stadion tenen una mitjana d'assistència major que qualsevol altre equip de tercera divisió alemanya, i sovint excedeixen assistències d'equips de segona divisió. Un estudi recent va estimar que l'equip té aproximadament 11 milions d'admiradors a tot arreu d'Alemanya. Hi ha aproximadament 200 clubs de fans certificats, molts d'ells de fora d'Alemanya. Als Països Catalans n'hi ha dos: la penya FORA DE JOC de Mallorca i el FC ST. PAULI FANCLUB CATALUNYA a Catalunya.

## La cultura del club
- El St. Pauli obre els seus partits com a local amb Les Campanes dels Inferns d'AC/DC, i després de cada gol del St. Pauli, sona la Song 2 (Cançó 2) de Blur.
- La rivalitat desenvolupada entre el St. Pauli i el Hansa Rostock a principis dels anys 90 a causa del gran nombre de neonazis seguidors del "Hansa" en aquell temps. La directiva del Hansa Rostock va tenir a aquests grups sota control i els va prohibir durant un temps, per això la rivalitat va perdre la lluentor i va morir.
- L'enemic hereditari del club, és l'Hamburg, el club més gran d'Hamburg. Més enllà del derby, els partits han ocorregut sota el control policial per a mantenir separades a ambdues aficions, ja que el HSV té un petit, però notori, grup de seguidors neo-feixistes. Durant els derbis, els partidaris del HSV posen banderes amb la paraula "HASS" (odi), o canten el "Zecke verrecke!", mentre que l'afició del St. Pauli canten sovint com a resposta, en al·lusió a l'escena italiana ultra-esquerrana, el "Amburgo, Amburgo: Vaffanculo!" (Hamburg, Hamburg: aneu a la merda!). Mentre que l'estadi del HSV queda en les proximitats d'Hamburg, molts seguidors del St. Pauli veuen al seu club com l'únic club de futbol "veritable" a la ciutat.
- El St. Pauli té l'orgull de tenir probablement l'únic marcador no electrònic de la Bundesliga. Després de cada gol, un treballador posa al dia manualment el marcador substituint el cartell del número.

## Palmarès
- 1 2. Bundesliga: 2023-24

## Jugadors

### Plantilla 2024-25
A 30 gener 2025 
| N. | Pos. | Nac. | Jugador                                |
| -- | ---- | --- | -------------------------------------- |
| 1  | POR  | [[Fitxer:Flag of Germany.svg\|23x15px\|border \|alt=Alemanya\|link=Selecció de futbol d'Alemanya\|{{#if:\|]]                                | Ben Voll                               |
| 2  | DEF  | [[Fitxer:Flag of Greece.svg\|23x15px\|border \|alt=Grècia\|link=Selecció de futbol de Grècia\|{{#if:\|]]                                    | Manolis Saliakas                       |
| 3  | DEF  | [[Fitxer:Flag of Estonia.svg\|23x15px\|border \|alt=Estònia\|link=Selecció de futbol d'Estònia\|{{#if:\|]]                                  | Karol Mets                             |
| 4  | DEF  | [[Fitxer:Flag of Austria.svg\|23x15px\|border \|alt=Àustria\|link=Selecció de futbol d'Àustria\|{{#if:\|]]                                  | David Nemeth                           |
| 5  | DEF  | [[Fitxer:Flag of Germany.svg\|23x15px\|border \|alt=Alemanya\|link=Selecció de futbol d'Alemanya\|{{#if:\|]]                                | Hauke Wahl                             |
| 6  | MIG  | [[Fitxer:Flag of the United States.svg\|23x15px\|border \|alt=Estats Units d'Amèrica\|link=Selecció de futbol dels Estats Units\|{{#if:\|]] | James Sands (cedit pel New York City)  |
| 7  | MIG  | [[Fitxer:Flag of Australia (converted).svg\|23x15px\|border \|alt=Austràlia\|link=Selecció de futbol d'Austràlia\|{{#if:\|]]                | Jackson Irvine (capità)                |
| 8  | DEF  | [[Fitxer:Flag of Sweden.svg\|23x15px\|border \|alt=Suècia\|link=Selecció de futbol de Suècia\|{{#if:\|]]                                    | Eric Smith                             |
| 9  | DAV  | [[Fitxer:Flag of The Gambia.svg\|23x15px\|border \|alt=Gàmbia\|link=Selecció de futbol de Gàmbia\|{{#if:\|]]                                | Abdoulie Ceesay                        |
| 10 | DAV  | [[Fitxer:Flag of Luxembourg.svg\|23x15px\|border \|alt=Luxemburg\|link=Selecció de futbol de Luxemburg\|{{#if:\|]]                          | Danel Sinani                           |
| 11 | DAV  | [[Fitxer:Flag of Germany.svg\|23x15px\|border \|alt=Alemanya\|link=Selecció de futbol d'Alemanya\|{{#if:\|]]                                | Johannes Eggestein                     |
| 13 | MIG  | [[Fitxer:Flag of Germany.svg\|23x15px\|border \|alt=Alemanya\|link=Selecció de futbol d'Alemanya\|{{#if:\|]]                                | Noah Weißhaupt (cedit pel SC Freiburg) |
| 14 | DEF  | [[Fitxer:Flag of Wales 2.svg\|23x15px\|border \|alt=Gal·les\|link=Selecció de futbol de Gal·les\|{{#if:\|]]                                 | Fin Stevens                            |
| 16 | MIG  | [[Fitxer:Flag of Germany.svg\|23x15px\|border \|alt=Alemanya\|link=Selecció de futbol d'Alemanya\|{{#if:\|]]                                | Carlo Boukhalfa                        |
| 17 | MIG  | [[Fitxer:Flag of England.svg\|23x15px\|border \|alt=Anglaterra\|link=Selecció de futbol d'Anglaterra\|{{#if:\|]]                            | Dapo Afolayan                          |
| 18 | DAV  | [[Fitxer:Flag of Scotland.svg\|23x15px\|border \|alt=Escòcia\|link=Selecció de futbol d'Escòcia\|{{#if:\|]]                                 | Scott Banks                            |
| 19 | DAV  | [[Fitxer:Flag of Denmark.svg\|23x15px\|border \|alt=Dinamarca\|link=Selecció de futbol de Dinamarca\|{{#if:\|]]                             | Andreas Albers                         |

| N. | Pos. | Nac. | Jugador                                       |
| -- | ---- | --- | --------------------------------------------- |
| 20 | MIG  | [[Fitxer:Flag of Sweden.svg\|23x15px\|border \|alt=Suècia\|link=Selecció de futbol de Suècia\|{{#if:\|]]                                             | Erik Ahlstrand                                |
| 21 | DEF  | [[Fitxer:Flag of Germany.svg\|23x15px\|border \|alt=Alemanya\|link=Selecció de futbol d'Alemanya\|{{#if:\|]]                                         | Lars Ritzka                                   |
| 22 | POR  | [[Fitxer:Flag of Bosnia and Herzegovina.svg\|23x15px\|border \|alt=Bòsnia i Hercegovina\|link=Selecció de futbol de Bòsnia i Hercegovina\|{{#if:\|]] | Nikola Vasilj                                 |
| 23 | DEF  | [[Fitxer:Flag of Germany.svg\|23x15px\|border \|alt=Alemanya\|link=Selecció de futbol d'Alemanya\|{{#if:\|]]                                         | Philipp Treu                                  |
| 24 | MIG  | [[Fitxer:Flag of Australia (converted).svg\|23x15px\|border \|alt=Austràlia\|link=Selecció de futbol d'Austràlia\|{{#if:\|]]                         | Connor Metcalfe                               |
| 25 | DEF  | [[Fitxer:Flag of Poland.svg\|23x15px\|border \|alt=Polònia\|link=Selecció de futbol de Polònia\|{{#if:\|]]                                           | Adam Dźwigała                                 |
| 26 | DAV  | [[Fitxer:Flag of Tunisia.svg\|23x15px\|border \|alt=Tunísia\|link=Selecció de futbol de Tunísia\|{{#if:\|]]                                          | Elias Saad                                    |
| 27 | DAV  | [[Fitxer:Flag of Germany.svg\|23x15px\|border \|alt=Alemanya\|link=Selecció de futbol d'Alemanya\|{{#if:\|]]                                         | Simon Zoller                                  |
| 28 | POR  | [[Fitxer:Flag of Germany.svg\|23x15px\|border \|alt=Alemanya\|link=Selecció de futbol d'Alemanya\|{{#if:\|]]                                         | Sören Ahlers                                  |
| 29 | DAV  | [[Fitxer:Flag of Guinea.svg\|23x15px\|border \|alt=Guinea\|link=Selecció de futbol de Guinea\|{{#if:\|]]                                             | Morgan Guilavogui (cedit pel RC Lens)         |
| 30 | POR  | [[Fitxer:Flag of Germany.svg\|23x15px\|border \|alt=Alemanya\|link=Selecció de futbol d'Alemanya\|{{#if:\|]]                                         | Sascha Burchert                               |
| 32 | POR  | [[Fitxer:Flag of Germany.svg\|23x15px\|border \|alt=Alemanya\|link=Selecció de futbol d'Alemanya\|{{#if:\|]]                                         | Eric Oelschlägel                              |
| 34 | DEF  | [[Fitxer:Flag of Germany.svg\|23x15px\|border \|alt=Alemanya\|link=Selecció de futbol d'Alemanya\|{{#if:\|]]                                         | Muhammad Dahaba                               |
| 38 | DAV  | [[Fitxer:Flag of Germany.svg\|23x15px\|border \|alt=Alemanya\|link=Selecció de futbol d'Alemanya\|{{#if:\|]]                                         | Romeo Aigbekaen                               |
| 39 | MIG  | [[Fitxer:Flag of Germany.svg\|23x15px\|border \|alt=Alemanya\|link=Selecció de futbol d'Alemanya\|{{#if:\|]]                                         | Robert Wagner (cedit pel SC Freiburg)         |
| 42 | MIG  | [[Fitxer:Flag of Germany.svg\|23x15px\|border \|alt=Alemanya\|link=Selecció de futbol d'Alemanya\|{{#if:\|]]                                         | Marwin Schmitz                                |
| 44 | DEF  | [[Fitxer:Flag of Belgium (civil).svg\|23x15px\|border \|alt=Bèlgica\|link=Selecció de futbol de Bèlgica\|{{#if:\|]]                                  | Siebe Van der Heyden (cedit pel RCD Mallorca) |

## Curiositats
- Els partidaris del St. Pauli es refereixen de vegades al club com a Weltpokalsiegerbesieger (Campions de la Copa del Món) després del seu triomf per 2 a 1 contra el FC Bayern de Múnic, llavors guanyadors del Campionat Mundial de Clubs, el 2002. Un altre sobrenom popular per al club és der Lliga de Freibeuter (Freebooters de la lliga) així com der Lliga de Freudenhaus.
- El club també té un equip femení de rugbi, que ha guanyat sis títols nacionals, el més recent el 2007.
- El club va ser amfitrió de la Copa Mundial FIFI el 2006, un torneig compost per seleccions nacionals no reconegudes per la FIFA com Groenlàndia, el Tíbet i Zanzíbar. El club va participar amb el nom de República de St. Pauli.